# 尚金福王
尚 金福王（しょう きんぷくおう、1398年（洪武31年） - 1453年5月26日（景泰4年4月18日））は、琉球王国の第一尚氏王統・第5代国王（在位1450年 - 1453年）。第4代琉球国王。神号は君志（きみし）。尚巴志王の五男で、尚忠王の弟。

## 概要
1451年に明からの冊封使を迎えるため、国場川・安里川の河口の湾に散在する島の一つであり浮島と呼ばれていた小さな港の那覇を貿易港として整備した。中国人の懐機に命じ、那覇から沖縄本島の安里川側までの間に「長虹堤」と呼ばれる長さ1kmに及ぶ堤道を建設させ、首里との道を繋いだ。
1453年に尚金福王が56歳で薨去すると、息子の志魯と弟の布里が王位をめぐって内乱（志魯・布里の乱）が起きた。

## 系譜
- 父：尚巴志王
- 母：眞鍋金（マチルギ、伊覇按司一世の長女）
- 妃：不詳
  - 世子：尚志魯
  - 次男：城間按司